# Malacosteus niger
Malacosteus niger (лат.) — вид рыб семейства Stomiidae, усатых драконов.

## Описание
Посторбитальный фотофор у этого вида больше, чем у M. australis. Он также отличается количеством боковых фотофоров, а также морфологическими признаками. Максимальная известная длина составляет 25,6 см (10,1 дюйма). Его специфический эпитет Нигер по-латыни означает «чёрный».
M. niger встречается в мезопелагической зоне всех океанов.[3] В отличие от усатых драконьих рыб в целом, это не вертикальный мигрант. В то время как морфология M. niger с огромными клыками и огромным зевом типична для его семейства и предполагает адаптацию к рыбе, её рацион фактически содержит значительную долю зоопланктона.[4] Предполагается, что его доминирующим режимом питания является поиск зоопланктонной добычи (в частности, копепод) с использованием биолюминесценции для освещения небольшой области поиска, с редкими встречами с более крупными предметами добычи. Вероятное происхождение пигмента, необходимого для обнаружения его длинноволновой биолюминесценции, производного хлорофилла, — это сами копеподы.